# Дворец в Козлувка
Дворецът в Козлу̀вка (на полски: Pałac w Kozłówce) е дворцово-парков комплекс на рода Замойски, намиращ се край село Козлувка, разположено в северната част на Люблинско войводство. В наши дни дворецът е превърнат в музей. В южната част на селото се намира ландшафтен парк Козловецки. На 16 май 2007 г. дворцово-парковият комплекс е вписан в списъка на историческите паметници.

## История на двореца
Дворецът е построен в периода 1736 – 1742 година от войводата на Хелмно, Михал Белинскин и вероятно е проектиран от италианския архитект Юзеф II Фонтана, който реализира бароковата схема entre cour et jardin (между двора и градината). Между 1799 – 1944 г. имението принадлежи на семейство Замойски. Дворецът преживява своя разцвет по времето на Константи Замойски, който го превръща в свое основно място за живеене. В края на XIX в. започва преустройство на двореца, което продължава до 1914. Сравнително скромният дворец в Козлувка се превръща в едно от най-великолепните владения в Конгресното кралство. Към основния корпус отпред е добавен прекрасен колонен портик, поддържан от аркади, а откъм градината – великолепна тераса със стълби към парка (разрушен след Втората световна война). Отстрани основната сграда е заобиколена от високи кули. Интериорът получава нова декорация, част от която са плафоните в регентски стил и рококо, проектирани от Ян Хюрих (младши). Дворецът е адаптиран към тогавашните модерни изисквания. В кулите са поставени огромни резервоари за вода, а баните са инсталирани на приземния и първите етажи.
Интериорът е изпълнен с великолепни копия на стари мебели и картини, като доминират семейни портрети и изображения на известни личности, свързани със семейство Замойски. Колекцията отразява семейната гордост на своя собственик.
През 1903 година след дългогодишни усилия цар Николай II определя статуса на владенията в Козлувка. Частите на комплекса стават неделима цялост и се наследяват изцяло от най-големия син.
През 1928 година в дворцовите градини е организиран тренировъчен лагер на полските гимнастици, подготвящи се за Летните олимпийски игри в Амстердам.
В началото на юли 1944 г. графиня Замойска, страхувайки се, че с приближаването на фронтовата линия ценностите на двореца ще бъдат разграбени, откарва при свои приятели във Варшава част от обзавеждането на двореца, събраните в него сувенирни колекции, миниатюри, медальони, порцелан и изделия от слонова кост, най-ценните семейни колекции от произведения на изкуството. Всички тези ценности са унищожени по-късно по време на Варшавското въстание. Около 20 юли 1944 г. дворецът в Козлувка е завзет от Червената армия и за известно време се превръща в квартира на нейните командири. Настанилият се там офицер от Червената армия лично полага грижи останалите в двореца ценности да не бъдат унищожени.
От ноември 1944 година дворецът става държавна собственост. По същото време служи за музейно депо на Министерство на културата и изкуството, а от 1979 е превърнат в самостоятелен музей, който от 1992 се нарича Музей на Замойски в Козлувка.

## Директори на музея на Замойски
- Krzysztof Kornacki (1979 – 2014)
- Anna Fic-Lazor (от 2015)

## Дворецът
Интериорът, запазил автентичния си вид от края на XIX и началото на XX век, включва: необарокови и неорегентски плафони, зидани печки с плочки от мейсенски порцелан, мраморни камини, дъбов паркет, изключителна колекция от картини (преобладават семейни портрети и копия на европейски шедьоври на живописта), мебели, скулптури, огледала, килими, порцелан, позлатени бронзови изделия и сребърни прибори, които са били част от някогашното обзавеждане на двореца.
Интериорът е поддържан в идеално състояние и притежава степен на автентичност, която няма равна в Полша, а е много рядко срещана и в Европа.

## Соцреализъм
В сградата на някогашното помещение за карети днес се помещава единствената в Полша Галерия за изкуството на социалистическия реализъм известна и като „Музей на соцреализма“. Галерията съхранява колекции от първата половина на 50. години на XX век, включващи над 1600 скулптури, рисунки, живописни платна, графики и плакати. Сред тях са много от произведенията на водещи полски творци от онова време. Своеобразно допълнение към галерията са поставените в двора ѝ демонтирани от някогашните си пиедестали паметници на Болеслав Берут, Владимир Илич Ленин, Юлиан Мархлевски. Посетителите в галерията могат да чуят записи на приветствията на секретаря на комунистическата партия, звукови фрагменти от хроники и песни от онзи период.

## Други атракции
Близо до двореца са разположени:
- Параклис по образец от Версай с копие на надгробния камък на Зофия Замойска, родена Чарториска
- Градина във френски бароков стил